# Metamitron
A metamitron a mezőgazdaságban használt gyomirtó permetezőszer. Kétszikű gyomok ellen hatásos mind talaj-, mind levélherbicidként. Magyarországon kizárólag cukorrépában alkalmazzák, mert gyorsan lebomlik benne, de alkalmazható takarmányrépában és céklában is. Nyugat-Európában az almatermés ritkítására is kísérleteznek vele.
A gyomok fotoszintézisét gátolja. Hatása levélszáradás, lankadás formájában jelentkezik.

## Alkalmazás
A cukorrépa vetése után/kelése előtt, és/vagy a kelés után kétszer. A kelés előtti kezelés jó hatékonyságához jól elmunkált talajfelszín, valamint a kijuttatás után két héten belül 10–20 mm csapadék szükséges.
Kelés után először a cukorrépa 2–4-, a gyomok 2-leveles koráig, majd 6–8 nap múlva kell a kezelést elvégezni.
Vizes szuszpenzióból 2–3 kg/ha szükséges, de más szerekkel (pl. dezmedifám, etofumezát, fenmedifám, kloridazon) kombinálva a mennyiség csökkenthető.
A metatmitron II. kategóriájú szer, azaz csak középfokú növényvédelmi képesítéssel forgalmazható ill. használható fel.

## Veszélyek
Nem jelölésköteles gyenge méreg. Vízi szervezetekre közepesen veszélyes; a felszíni vizektől előírt biztonsági távolság 50 méter. Méhekre nem, közegészségügyi szempontból mérsékelten veszélyes.
A vízben és a talajban természetes úton lebomlik 4–8-napos becsült felezési idővel.

## Növényvédő készítmények[9]
- Viking 700 SC
- GOLTIX 70SC
- METRON STEFES
- METAMITON 500 SC
- MM 70 WG
- Tornado